# 메리 해리스 존스

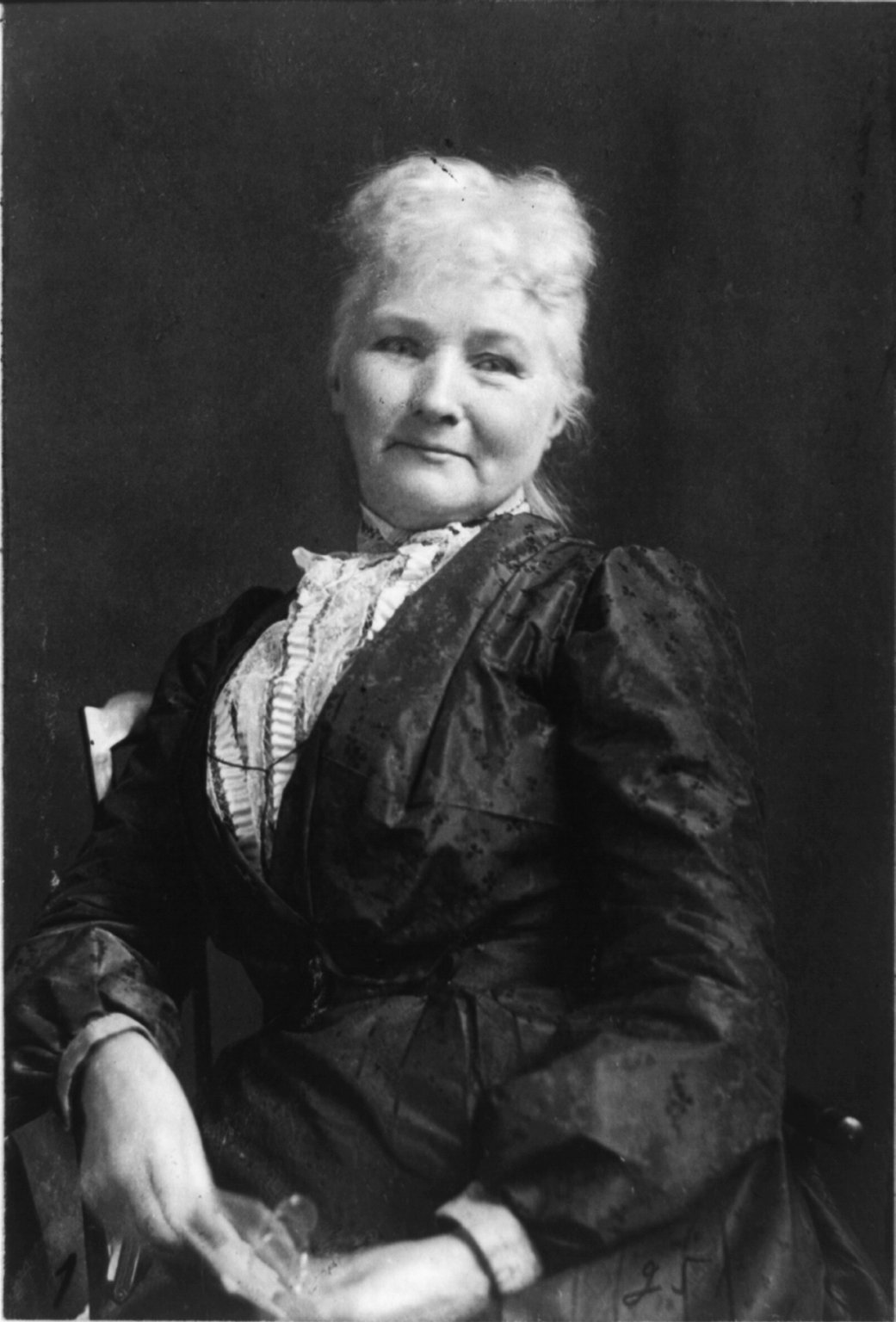

메리 G. 해리스 "마더" 존스(Mary G. Harris "Mother" Jones: 1837년 세례, 1930년 몰)는 아일랜드계 미국인 노조조직가, 노동운동가다. 세계산업노동자연맹의 공동창설자 중 한 명이며, 많은 중요 파업활동을 지원했다.
원래 교사, 양재사 일을 했으나 1867년 황열로 남편과 네 아이를 모두 잃고 1871년 시카고 대화재로 양장점도 잃게 되면서 노동기사단과 통일광산노동자에 들어갔다. 1897년 이후 "마더 존스"라는 별명으로 불리게 되었다. 1902년에는 광산노동자들의 파업을 성공적으로 조직화하여 "미국에서 가장 위험한 여자"라고 불렸다. 1903년 펜실베이니아의 광산, 제사소에서 벌어지는 아동노동을 금지할 것을 요구하며 필라델피아에서 뉴욕의 시어도어 루스벨트 대통령 자택까지 어린이 행진을 조직하기도 했다.

## 초기생

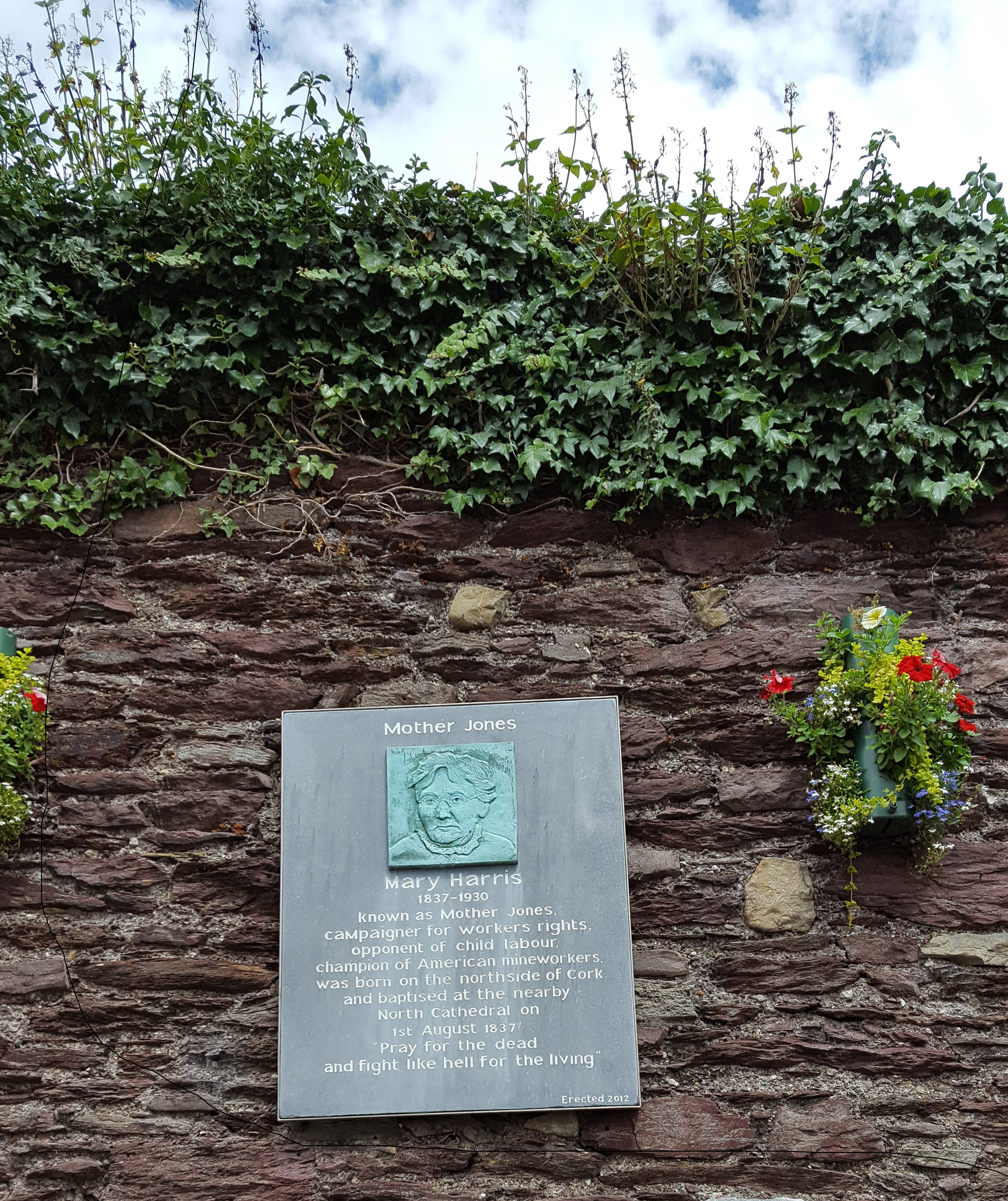
아일랜드 코크의 존스 탄생지 근교에 세워진 마더 존스 기념비.

메리 해리스는 아일랜드 코크에서 천주교도 소작농 리처드 해리스와 엘렌 코터 부부의 딸로 태어났다. 정확한 생년월일은 불명이고, 다만 1837년 8월 1일에 세례를 받았다는 것만 알려져 있다. 당시 많은 아일랜드인들이 그랬듯이 해리스 일가도 아일랜드 대기근을 겪고 고국을 떠난 백만 가구의 가족들 중 하나였다. 그들이 고국을 등지고 북미로 이주했을 당시 메리 해리스의 나이는 10세였다.
해리스 일가가 처음 이주한 곳은 캐나다였다. 그들은 캐나다에서 천주교도라는 이유로 차별을 받았고, 이후 미국으로 옮긴 뒤에도 그러했다. 해리스는 토론토의 사범학교에서 교육을 받았는데, 학비가 무료였고 오히려 급료를 주었기 때문이다. 그 급료는 학기를 마칠 때마다 주급 1달러씩 더해졌다. 해리스는 학교를 졸업하지는 못했지만 충분히 배워서 미국 미시간주의 수녀원에 교사 자리를 얻었다. 이 때가 1859년 8월 31일이었고 나이는 23세였다. 임금은 월급 8달러였으나, 수녀원학교는 우울한 곳이었다. 이 일에 신물이 난 해리스는 시카고로 갔다가 그 다음엔 멤피스로 갔다. 1861년 멤피스에서 전미주철공노조 조합원인 조지 존스와 결혼했다. 전미주철공노조는 북미국제주형주조노동자조합의 전신이 되는 노조로서, 증기기관, 공장설비 따위를 만들고 수리하는 노동자들의 노조였다. 남편의 임금이 가정을 지탱하기에 충분했기에 해리스 존스는 일을 그만두고 전업주부가 되었다.
부부는 슬하에 1남 3녀를 두었지만, 1867년 황열병이 멤피스에 창궐하면서 남편과 아이들(모두 5세 이하)이 모두 죽었다. 이것은 존스의 삶에 큰 전환점이 되었다. 비극을 겪은 존스는 시카고로 돌아가서 양장점을 열고 양재사가 되어, 1870년대에서 1880년대 사이에 시카고의 상류층을 대상으로 사업을 했다. 그러나 4년 뒤 시카고 대화재가 일어나면서 집과 가게와 전 재산을 모두 잃게 된다. 존스는 다른 시민들과 함께 도시 재건에 참여했고, 그 과정에서 노동기사단에 가입하게 된다.

## 노동운동
노동기사단은 주로 남성 위주의 단체였으나, 1870년대 중순을 거치면서 가맹자가 백만 명을 넘어가며 미국에서 가장 큰 노동자 단체가 된다. 1886년 헤이마켓 사건이 일어나고 무정부주의에 대한 공포가 팽배하면서 노동기사단은 와해되었다. 노동기사단이 무력화되자 존스는 대신 통일광산노동자(UMW)와 함께 활동하기 시작했다. 존스는 UMW 파업노동자들의 피켓시위를 이끌고, 사측이 구사대와 민병대를 끌고 와 핍박할 때 파업 대오를 지킬 것을 독려했다. 존스는 “일하는 남자는 그의 여자가 집에 머무르며 아이를 양육하는 데 전념할 수 있을 정도의 임금을 받아 마땅하다”고 생각했다. 이 시기를 전후해 미국의 파업은 보다 더 잘 조직화되며 임금인상을 비롯한 결과들을 얻기 시작한다. 존스의 정치관은 1877년 철도 대파업과 시카고의 노동운동, 헤이마켓 사건, 1882년-85년 공황 등의 영향을 받았다.